# Carrer de Montserrat
|  | Per a altres significats, vegeu «Carrer de Montserrat (Esplugues de Llobregat)». |

El Carrer de Montserrat és un carrer a la vila d'Esparreguera (el Baix Llobregat) amb diversos edificis inclosos en l'Inventari del Patrimoni Arquitectònic de Catalunya.

## Número 10-12
L'edifici del número 10-12 del Carrer de Montserrat és un edifici entre mitgeres de planta baixa i dos pisos. A la façana principal totes les obertures són allandades i les del primer i segon pis tenen un balcó. També hi ha decoració de tipus modernista.
Antigament eren dos casals que a principis del segle XX es van unir. Hi ha una declaració de ruïna econòmica de data desconeguda però no s'ha executat ni enderrocat.

## Número 18

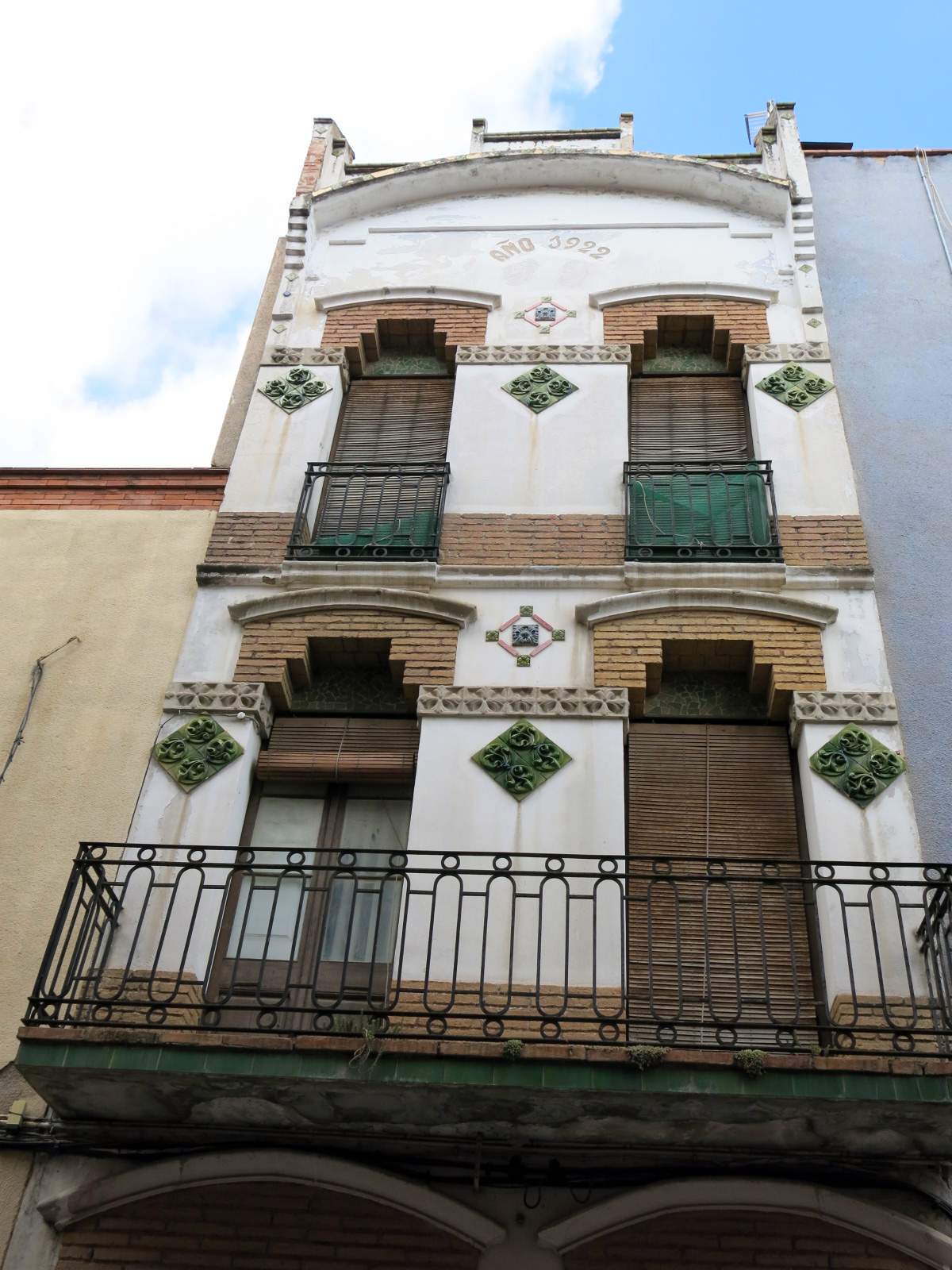
Número 18 del Carrer de Montserrat

L'edifici del número 18 del Carrer de Montserrat és una casa construïda entre mitgeres, estructurada en planta baixa i dos pisos feta de maó. Té dues obertures a cada pis, al primer hi ha un balcó corregut i al segon, dos balcons petits. L'edifici es remata amb un ràfec semicircular. La façana està parcialment arrebossada de blanc; hi ha zones on el maó s'ha deixat vist com les els arcs de les obertures, fets per aproximació de filades, i el sòcol. La línia d'imposta s'ha destacat a tota la façana amb una sanefa de rajoles amb relleu; també hi ha petits mosaics de rajola de forma romboïdal sota d'aquesta. A la part superior hi figura la data de construcció, 1922 i les inicials del propietari, "J. J."

## Número 39
L'edifici del número 39 del Carrer de Montserrat és un edifici entre mitgeres de planta baixa i pis. A la planta baixa de la façana principal, trobem la porta d'entrada i una finestra emmarcats per una motllura amb una mènsula que no sustenta res al centre de cada una. Al primer pis hi ha un balcó corregut amb dues obertures allindanades resseguides d'una motllura amb decoració floral a la part superior. Separat per una motllura, es troba el coronament de la façana fet per un frontó rodó trencat amb uns gerros amb flors de pedra als costats i al centre.

## Número 58A
L'edifici al número 58A del Carrer de Montserrat és un edifici entre mitgeres estructurat en planta baixa, dos pisos i golfes. La façana està feta amb maó i pedra i després arrebossada. L'entrada és un gran arc escarser, que ocupa tota l'amplada de la façana, amb una reixa d'inspiració modernista, igual que en els dels balcons correguts superiors. Els dos pisos tenen dues obertures allindanades i decorades amb un baix relleu. Les petites finestres de les golfes són ovalades. L'edifici es remata amb un frontó mixtilini que està resseguit per una motllura i relleus decoratius.

## Número 88
L'edifici del número 88 del Carrer de Montserrat és un edifici entre mitgeres de planta baixa i dos pisos. Totes les obertures són allindanades, a la planta baixa hi ha dos i després una per planta. Hi ha decoració de rajola a la planta baixa i al primera pis.

## Galeria d'imatges

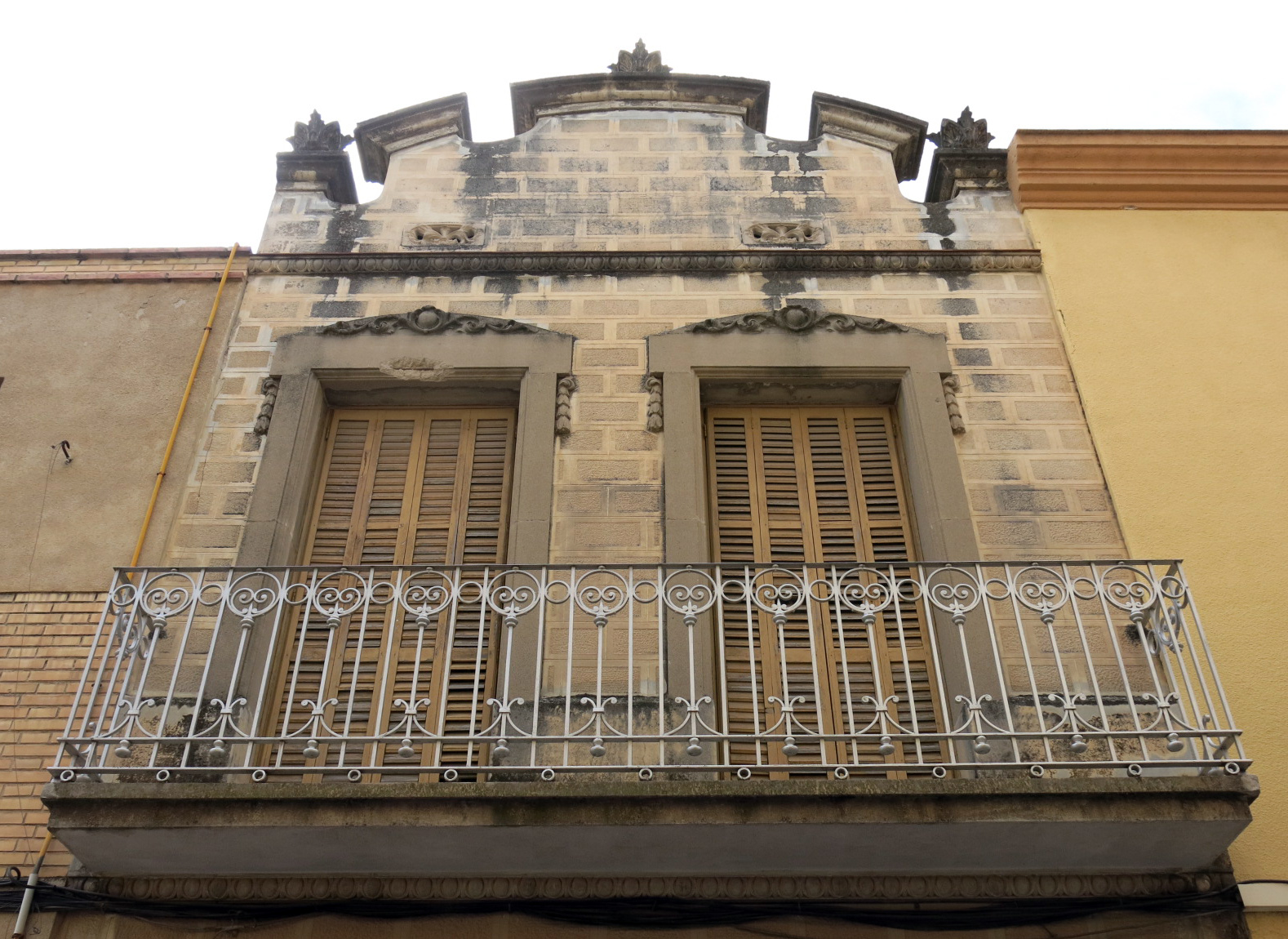
Número 39 del Carrer de Montserrat
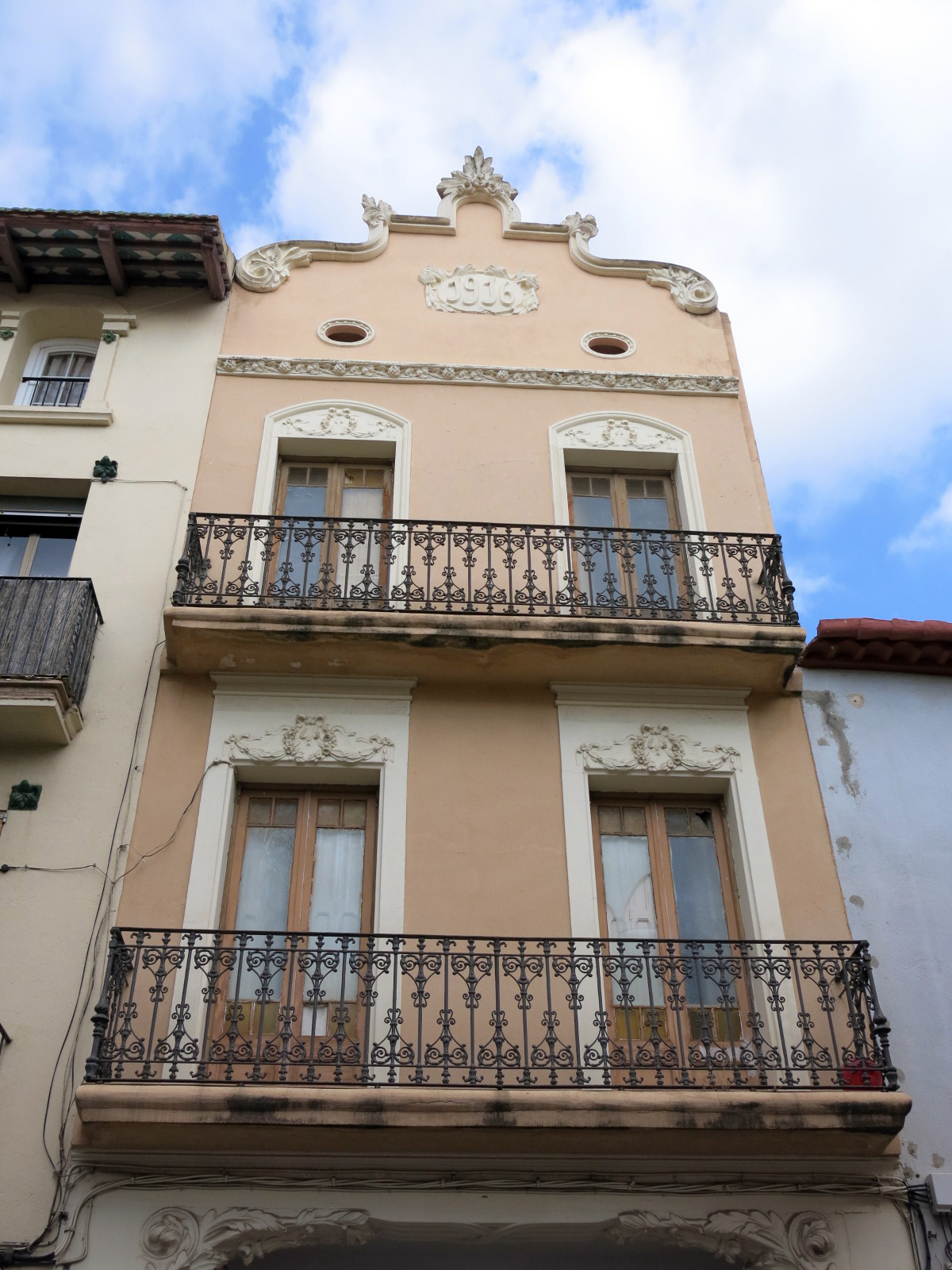
Número 58A del Carrer de Montserrat
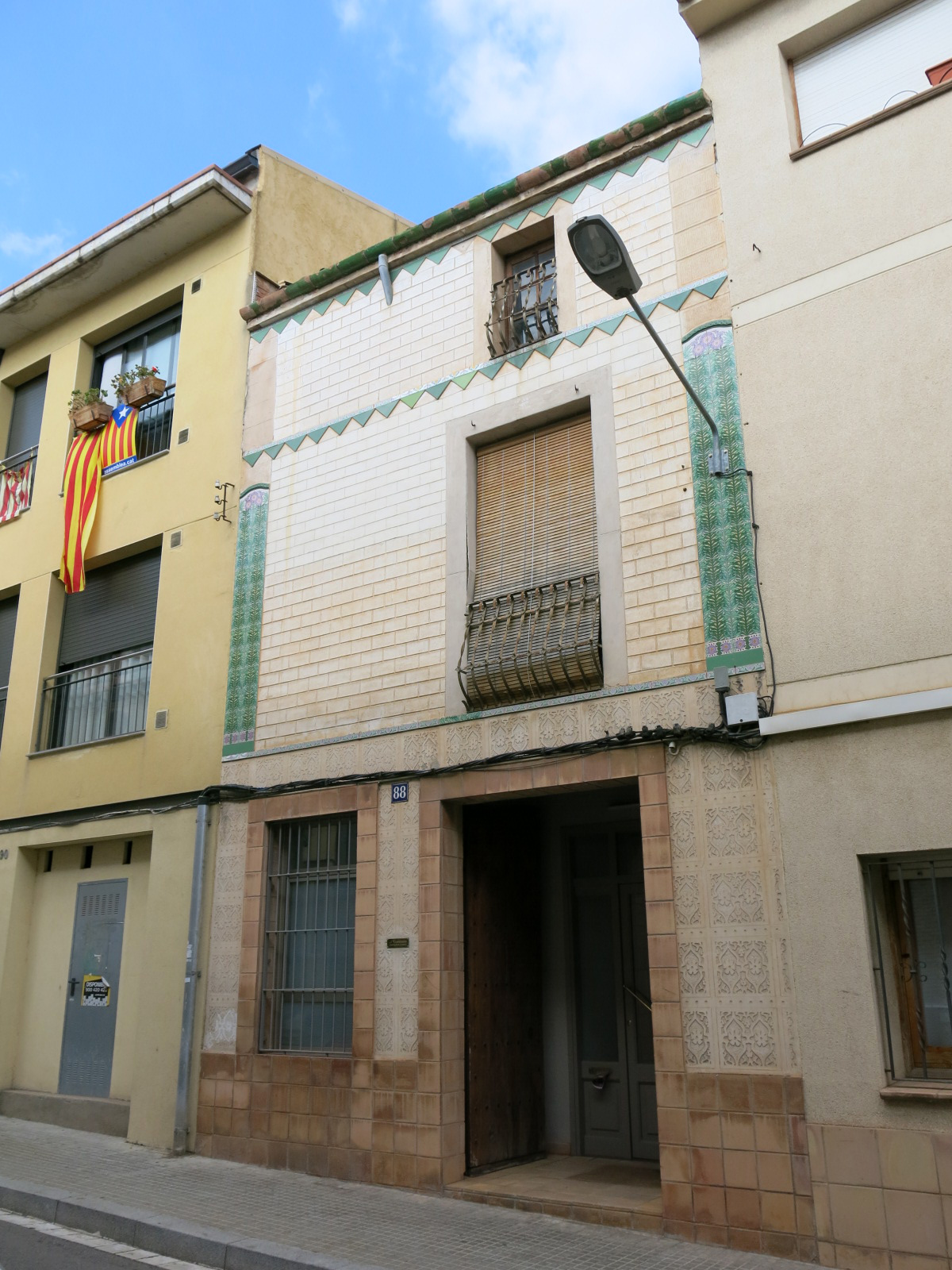
Número 88 del Carrer de Montserrat